# 263ª Squadriglia
La 263ª Squadriglia fu un reparto attivo nel Servizio Aeronautico della Regia Marina (Prima guerra mondiale).

## Storia

### Prima guerra mondiale
All'inizio del 1916 la stazione idrovolanti di Porto Corsini, sul Canale Candiano, era dotata con alcuni Borel e Breguet.
Nell'agosto 1917 la stazione idrovolanti Miraglia dell'Isola di Sant'Andrea (Venezia) sposta a Porto Corsini una Sezione con 2 piloti per 3 FBA Type H distaccati dalla 252ª Squadriglia dal 17 giugno e nella stessa estate si chiama 12ª Sezione che al 15 agosto dispone di 4 FBA.
La 263ª Squadriglia viene creata il 10 novembre 1917 all'idroscalo di Porto Corsini dalla 2ª Squadriglia Idrovolanti di Grado (Italia) del Regio Esercito dotata di FBA Type H e da 2 idrocaccia Macchi M.5 dopo lo scioglimento successivo alla Battaglia di Caporetto.
Il 21 novembre un M.5 abbatte, sparandogli i 50 colpi del caricatore, un Lohner K tra Porto Corsini ed il Delta del Po e parte l'FBA del comandante di squadriglia Capitano Ferruccio Capuzzo ed un M.5 di scorta per prendere l'equipaggio in mare senza trovarli tra i rottami.
Il 28 novembre 7 FBA tra cui quello dell'osservatore torpediniere Renato Spada e 3 M.5 attaccano con granate mina da 162 mm 2 gruppi di 7 unità siluranti austriache fra Fiumi Uniti e Ravenna a 20 miglia dalla riva.
Il 1º gennaio 1918 il reparto dispone di 9 piloti tra cui il Tenente Otello Cavara, 5 osservatori, 13 FBA e 2 M.5.
Cavara da questa esperienza trasse il materiale per “Impressioni di un giornalista pilota”, pubblicato a Milano dall'editore Treves nel 1918.
Nel mese di marzo il numero degli M.5 sale a 6 ed il 18 maggio manda in volo i velivoli sulla stazione di Porto Corsini durante una visita del re Vittorio Emanuele III di Savoia.
Il 1º giugno il reparto dispone di 13 piloti ed il 17 luglio prende parte al bombardamento di Pola di giorno come scorta e soccorso per i bombardieri per eventuali ammaraggi.
Il 24 luglio il governo italiano consegna la Stazione di Porto Corsini all'Ammiraglio William Sowden Sims della United States Navy che opererà con i suoi piloti della American Expeditionary Forces sugli aerei italiani diventando U.S. Naval Air Station dotata di M.5 e Macchi M.8 da bombardamento al comando del Leutnant Willis Bradley Haviland il quale era un ex pilota della Squadriglia Lafayette che aveva frequentato la scuola idrovolanti di Bolsena.
Il 21 agosto un M.8 lancia manifestini su Pola scortato da 4 M.5 tra cui quello del pilot Charles Hammann ma vengono attaccati da 4 Phönix D.I austriaci del campo di Altura di Nesazio vicino a Lisignano che abbattono con i colpi da 8 mm delle 2 Schwarzlose l'M.5 del capopattuglia ensign o Alfiere (grado militare) George Ludlow che ammara in emergenza a 5 miglia dal porto nemico venendo recuperato da Hammann che per la coraggiosa azione, visto anche il mare agitato ed il rischio di cattura, riceve la Medal of Honor.
Hammann sarà anche insignito della Medaglia d'argento al Valor Militare.
Il 22 agosto bombardano Pola e la notte tra il 28 e 29 agosto 4 FBA bombardano Pola.
Il 22 ottobre 11 aerei attaccano Pola ed ancora il 25 ottobre insieme agli idro veneziani.
Il 1º gennaio 1919 la Stazione Idrovolanti torna alla 263ª della Regia Marina.

### Seconda guerra mondiale
Al 10 giugno 1940 era all'Aeroporto di Ghedi con un CANT Z.1007bis nel CVII Gruppo del Ten. Col. Scipione Tadè del 47º Stormo Bombardamento Terrestre nella 1ª Squadra aerea. All'8 settembre 1943 era nel CVII Gruppo sull'Aeroporto di Vicenza nel 47º Stormo Bombardamento Terrestre nella 2ª Squadra aerea.